# São João da Baliza
São João da Baliza är en kommun i Brasilien.   Den ligger i delstaten Roraima, i den norra delen av landet, 2 300 km nordväst om huvudstaden Brasília. Antalet invånare är 6 778.
I omgivningarna runt São João da Baliza växer i huvudsak städsegrön lövskog. Trakten runt São João da Baliza är nära nog obefolkad, med mindre än två invånare per kvadratkilometer.